# Padaulun
Padaulun is een bestuurslaag in het regentschap Bandung van de provincie West-Java, Indonesië. Padaulun telt 17.420 inwoners (volkstelling 2010).